# Piratbiron
Piratbiron (šved.  — „Piratski biro”) je švedska antiautorska organizacija koja se bori protiv današnjih ideja i zakona o autorskim pravima, a zalažu se za slobodni protok znanja, kulture i informacija. Piratbiron nije uključen direktno u nikakve ilegalne aktivnosti, već im je cilj pokazati da postoje drugačija rešenja i pogledi na tematiku autorskih prava. Osnivači su vrlo popularnog BitTorrent trakera The Pirate Bay. Danas više nemaju nikakve veze sa njima jer od 2004. godine The Pirate Bay samostalna organizacija.